# خاديجينسك
خاديجينسك (بالروسية: Хадыженск) هي إحدى مدن روسيا في الكيان الفدرالي الروسي كراسنودار كراي.